# Холодный Яр (национальный парк)
Холодный Яр (укр. Холодний Яр) — национальный природный парк, расположенный на территории Черкасского района (Черкасская область, Украина). Создан 1 января 2022 года. Площадь — 6 833,5071 га.

## История
В 2020 году председателем Черкасской ОГА С. И. Сергейчуком было подписано письмо о создании парка в профильное Министерство защиты окружающей среды и природных ресурсов Украины.
Национальный природный парк был создан 1 января 2022 года согласно указу Президента Украины В. А. Зеленского № 2/2022 «О создании национального природного парка «Холодный Яр»» (Про створення національного природного парку «Холодний Яр»). 
Создан в целях сохранения, воспроизводства, эффективного использования природных комплексов и объектов Среднего Приднепровья, имеющих особую природоохранную, оздоровительную, историко-культурную, научную, образовательную и эстетическую ценность.

## Описание
В состав национального природного парка включено 6 833,5071 га земель государственной собственности, в том числе:
1. 6 829,5 га земель государственного предприятия «Каменское лесоохотничье хозяйство», предоставляемых национальному природному парку в постоянное пользование с изъятием у землепользователя
2. 4,0071 га земель Черкасской областной государственной администрации, предоставляемых национальному природному парку в постоянное пользование

Национальный природный парк расположен в восточной части Черкасской области в долине реки Тясмин (между её притоками Жаботинка и Ивковчанка) — территории Креселецкого (4 283,5 га) и Грушковского (2 546,0 га) лесничеств ГП «Каменское лесоохотничье хозяйство». Имеет два участка — урочище Холодный Яр и урочище Атаманский парк, между ними протекает река Медведевка.
В границы парка вошли ранее созданные объекты ПЗФ (общей площадью 1 464,02 га): заповедное урочище Атаманский парк; заказники Грушковский, Белоснежный, Зубовский, Оля, Тюльпан дубравный, Землянки, Гульбище, Касьяновое; памятники природы Маляровое, Дуб Максима Железняка, Сквер участников партизанского движения.

## Природа
Урочище Холодный Яр занято грабово-дубовыми, дубовыми, дубово-грабовыми лесами. 
По результатам предварительных обследований, здесь зафиксированы 467 видов сосудистых растений, 215 видов грибов, местообитания 32 видов млекопитающих, 143 видов птиц и значительного количества видов беспозвоночных. Встречаются виды, занесённые в Красную книгу Украины, Зеленую книгу Украины и охраняются в соответствии с другими международными договорами. Особого внимания заслуживают популяции подснежника складчатого, лука медвежьего, бересклета карликового, пыльцеголовника длиннолистого, тюльпана дубравного, любки двулистной, гнездовья обыкновенной. 